# Jadovnik (planina u BiH)
Jadovnik  je planina u Bosni i Hercegovini. Smještena je između Bosanskog Grahova i Drvara. Najveći vrh nalazi se na 1656 metara nadmorske visine. Spada u Šatorsko - golijski vijenac planina.